# فورمات الصوديوم
فورمات الصوديوم أو نملات الصوديوم هو مركب كيميائي له الصيغة HCOONa، وهو الملح الصوديومي لـحمض الفورميك (حمض النمل).

## الخواص
- يكون على شكل بلورات عديمة اللون أو على شكل مسحوق بلوري أبيض، رائحته تشبه رائحة حمض الفورميك نوعاً ما، وهو ذو مذاق مر.
- يتسيَّل هذا المركب نتيجة التماس مع الهواء، وينحل بشكل جيد جداً بالماء (أكثر من 70 غ / 100 مل ماء)، في حين أنه ضعيف الانحلال يالإيثانول.

## التحضير
يحضر مركب فورمات الصوديوم صناعياً نتيجة تمرير غاز أول أكسيد الكربون على مسحوق هيدروكسيد الصوديوم عند ضغط يتراوح بين 6-8 بار ودرجة حرارة حوالي 130°س.
مخبرياً يحضر بعدة طرق، إما بتعديل حمض الفورميك بكربونات الصوديوم، أو بتفاعل الكلوروفورم مع محلول هيدروكسيد الصوديوم في الكحول.
أو بتفاعل هيدروكسيد الصوديوم مع هيدرات الكلورال

## الاستخدامات
- يستخدم لتحضير حمض الفورميك.
- يستخدم لتحضير حمض الأوكساليك وذلك بتسخين المركب إلى درجات حرارة فوق 400°س، حيث يتحرر غاز الهيدروجين بالإضافة إلى تشكل أوكسالات الصوديوم حسب المعادلة

- كان يستخدم سابقاً كمادة حافظة في الصناعات الغذائية.